# Die Macht des Geldes
Die Macht des Geldes ist eine US-amerikanische Komödie aus dem Jahr 2000. Regie führte Kenny Griswold.

## Handlung
Die vier Freunde Thad, Woody, Robert und Michael wetten, dass sie in eine Stadt fahren, in der keiner der Männer jemanden kennt. Jeder soll mit einem Startkapital von 100 Dollar so viel Geld machen wie möglich. Wer in einem Monat das meiste Geld verdient, der gewinnt.
Woody organisiert Fahrradtouren. Er verletzt sich dabei immer wieder. Eine lesbische Kollegin verliebt sich in ihn und wirft ihm vor, er würde keinen Menschen an sich ranlassen. Schließlich erzählt er ihr über seine traurige Kindheit.
Michael arbeitet als Kellner. Er trinkt zu viel Alkohol und reißt Frauen auf. Michael wird im Restaurant von dem Ehemann einer der Frauen geschlagen. Daraufhin landet er im Krankenhaus, wo ihm ein Freund mitteilt, dass er wegen Trunkenheit entlassen wurde. Später nimmt er an den Sitzungen der Anonyme-Alkoholiker-Therapiegruppe teil.
Robert handelt auf dem Schwarzmarkt mit Tickets für Veranstaltungen. Er denkt, er würde die Wette gewinnen, dann aber verliert er das ganze Geld. Seine Freunde trösten ihn.

## Drehorte
Die Komödie wurde in Park City und in Salt Lake City, beide in Utah, gedreht.

## Kritiken
Die Komödie sei „höchst unterhaltsam“ und habe „ernste Hintergedanken“. Die Charaktere seien „stereotyp“.